# Nannothelypteris aoristisora
Nannothelypteris aoristisora là một loài thực vật có mạch trong họ Thelypteridaceae. Loài này được (Harr.) Holttum mô tả khoa học đầu tiên năm 1971.